# Bylazora ceylonica
Bylazora ceylonica är en fjärilsart som beskrevs av Moore 1887. Bylazora ceylonica ingår i släktet Bylazora och familjen mätare. Inga underarter finns listade i Catalogue of Life.